# To noč sem jo videl
To noč sem jo videl je roman slovenskega dramatika in esejista Draga Jančarja. Izšel je leta 2010 v Ljubljani pri založbi Modrijan. 

## Vsebina
Glavna junakinja romana je Veronika Zarnik, mlada, samovšečna in ekscentrična ženska iz meščanske družbe, ki kljub vojni skrbi le za svoje lagodje in zabavo. Nikoli ne stopi neposredno pred bralca, njena življenjska usoda je predstavljena v petih poglavjih skozi oči petih pripovedovalcev. Vsak pripovedovalec dopolni oz. nadaljuje zgodbo prejšnjega. Vsak se na svoj način spominja dogodkov v zvezi z njo.  Pomemben je še lik partizana, pred vojno hlapca, ki na skrivaj hlepi po nedosegljivi Veroniki.  
O Veroniki najprej pripoveduje njen nekdanji ljubimec, srbski oficir jugoslovanske kraljeve vojske, ki se je leta petinštirideset znašel v ujetniškem taborišču v Palmanovi. Zgodbo nadaljuje njena bolehna, ostarela in umsko šibka mati, ki z največjo grozo čaka na vrnitev hčere, potopljena v spomine in blodna od negotovega upanja. O njej govorita zdravnik nemške okupacijske vojske, ki bolj kot o Veroniki pripoveduje o vojnih dogodkih, zaradi katerih je njegova zgodba od vseh najbolj objektivna in hladna. Pripoved nadaljuje družinska gospodinja, ki ponovi zgodbo Veronikine matere, a se v nasprotju z materjo znajde v središču dogajanja. Sklepno dejanje je prepuščeno partizanu Jeranku, ki naj bi ga strašno bremenila njegova medvojna dejavnost.

## Zgodovinsko ozadje
Delo je avtorjeva literarna interpretacija resnične zgodbe zakoncev Hribar iz Ljubljane, lastnikov gradu Strmol na Gorenjskem. Dogodek je pred Jančarjem literarno obdelal Tone Perčič (kratka pripoved Kamniti gost, Nova revija 1992, ter roman In ti boš meni ponoči trkal na vrata, 1998), opisan pa je tudi v Cerkljanskem zborniku 1964 in v Marija Cvetek, Spomini na Strmol: Vilma Mlakar, roj. Urh – nekdanja strmolska sobarica, Kronika 2006.

## Nagrade in odmev
Roman je bil ob izidu na vrhu lestvic prodaje, kritiki so ga ocenili za eno najboljših literarnih besedil o Slovencih, zapletenih v drugo svetovno vojno in med seboj. Leta 2010 je roman prejel Delovo nagrado kresnik za najboljši slovenski roman. Drago Jančar je postal tako prvi v enaindvajsetletni zgodovini te nagrade, ki je kresnika dobil že tretjič: leta 1999 je bil nagrajen za Zvenenje v glavi, dve leti zatem pa za roman Katarina, pav in jezuit. Leta 2020 je bil razglašen za najboljši s kresnikom nagrajeni roman med letoma 2010 in 2019 (kresnik desetletja).
V šolskem letu 2011/12 je bil roman izbran za vseslovensko tekmovanje za Cankarjevo priznanje, ki so ga prebirali dijaki 3. in 4. letnika srednje šole. 

## Izdaje in prevodi
Prva slovenska izdaja je iz leta 2010 (COBISS), sledilo je več ponatisov. Leta 2012 je bil s podporo Izvajalska agencija za izobraževanje, avdiovizualno področje in kulturo, EACEA preveden v hrvaščino, 2013 v ruščino in bolgarščino, 2014 v srbščino, makedonščino, romunščino, poljščino in francoščino in potem še v druge jezike. 